# Она је превише добра за мене
Она је превише добра за мене (енгл. She's Out of My League) америчка је романтична комедија из 2010. године, у режији Џима Филда Смита, по сценарију Шона Андерса и Џона Мориса. Главне улоге глуме Џеј Барушел и Алис Ив. Иако снимљен 2008. године, приказан је тек 2010. године.

## Радња
Двадесетогодишњак Кирк Кетнер ради као цариник на питсбуршком аеродрому. Још увек се дружи са својим средњошколским пријатељима и замишља како би било да се помири са својом бившом девојком Марни. Све у свему, Кирк је изгледа задовољан својим животом — све до дана када Моли прође кроз његово контролно место на аеродрому и случајно заборави свој мобилни. Моли је паметна, префињена и невероватно лепа — потпуно ван Кирковог света.
Када јој Кирк врати телефон, у знак пажње она понуди да му покаже захвалност заједничким одласком на хокејашку утакмицу. Не падајући му на памет да га девојка из снова зове на излазак, Кирк прихвати понуду. Они једноставно уопште нису једно за друго, на шта Киркови пријатељи и породица непрекидно указују. Након што га је на вечеру одвела најлепша жена коју је икад видео, Кирк најзад почиње да верује у самог себе и да размишља о другачијој будућности. А онда остави катастрофалан утисак на Молине богате родитеље и веза се прекида онолико нагло, колико нагло је и почела.
Уз „помоћ” својих пријатеља, Кирк започиње свеобухватни покушај да поново освоји Молино срце, уз урнебесне резултате. Будући да Молин неодољиви бивши дечко и Киркова ненадано посесивна бивша девојка додатно компликују ствари, Кирк покушава да докаже да, ако се довољно потруди, љубав може да превазиђе све разлике.

## Улоге
| Глумац           | Улога           |
| ---------------- | --------------- |
| Џеј Барушел      | Кирк Кетнер     |
| Алис Ив          | Моли Маклиш     |
| Ти Џеј Милер     | Вендел          |
| Нејт Торенс      | Девон           |
| Мајк Вогел       | Џек             |
| Линдси Слоун     | Марни           |
| Кристен Ритер    | Пети            |
| Џеф Сталтс       | Кам             |
| Кајл Борнхајмер  | Дилан Кетнер    |
| Џесика Сент Клер | Деби            |
| Дебра Џо Руп     | госпођа Кетнер  |
| Адам Лефевр      | господин Кетнер |
| Ким Шо           | Кејти Маклиш    |
| Шерон Моган      | госпођа Маклиш  |
| Тревор Ив        | господин Маклиш |
| Џасика Никол     | Венди           |
| Хејз Макартур    | Рон             |
| Енди Дејли       | господин Фулер  |
| Робин Шор        | Тина Џордан     |
| Јан Си           | Карен           |